# Dragestil
Dragestil (bokmål) či drakestil (nynorsk), „dračí styl“, byl v architektuře a designu styl vzniklý v Norsku v rámci romantického hnutí druhé poloviny 19. století. Čerpal ze staroseverských zvířecích ornamentů, které se objevovaly na středověkých dřevěných kostelech i na nových archeologických nálezech a které často zpodobňovaly draky. Kromě toho užíval i původem románské ornamenty založené na rostlinách a jejich listech. Navazuje také na švýcarský Schweizerstil, inspirovaný alpskými horskými chatami.
K nejstarším příkladům dragestilu patří „Ptačí pokoj“ v Královském paláci, dílo Johanna Flintoeho z roku 1840; trondheimský architekt Jakob Digre zase od roku 1875 nabízel prefabrikované rodinné domy kombinující švýcarský a dračí styl. Největší oblibu dragestil zažil v 80. a 90. letech 19. století v souvislosti s tvorbou Holmeho Hansena Muntheho jako byl Hotel Holmenkollen nebo restaurace a konferenční budovy ve Frognerseteren. Následně počal splývat s nastupující secesí, například v budově Muzea kulturní historie (1898), k posledním jeho příkladům patří Královská vila z let 1907 až 1910. Kromě architektury se dragestil prosadil i ve stříbrnictví, řezbářství a nábytkářství.

## Galerie

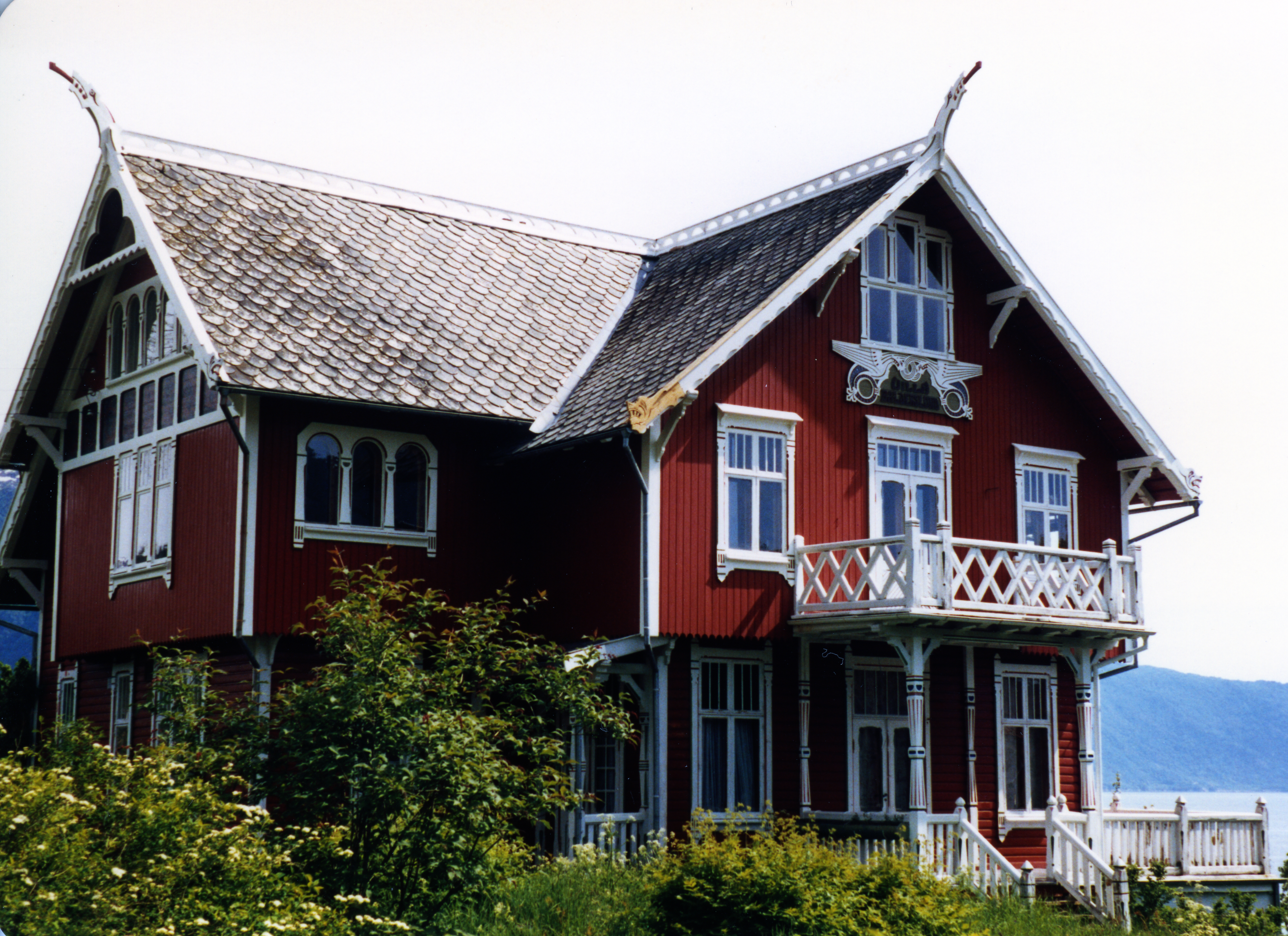
Vila Balderslund v Balestrandu (1907)
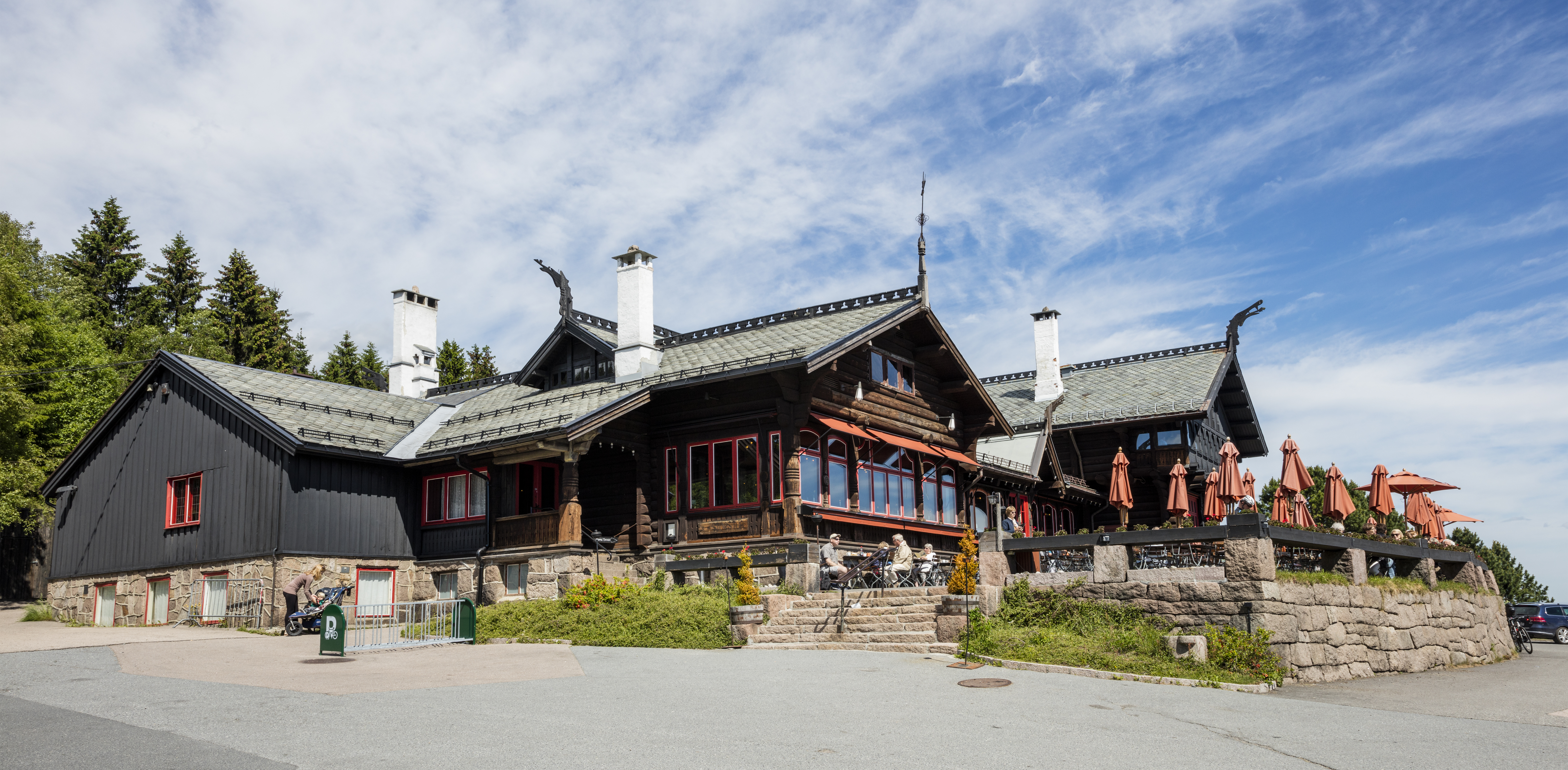
Restaurace ve čtvrti Frognerseteren, Oslo (1890–1891)
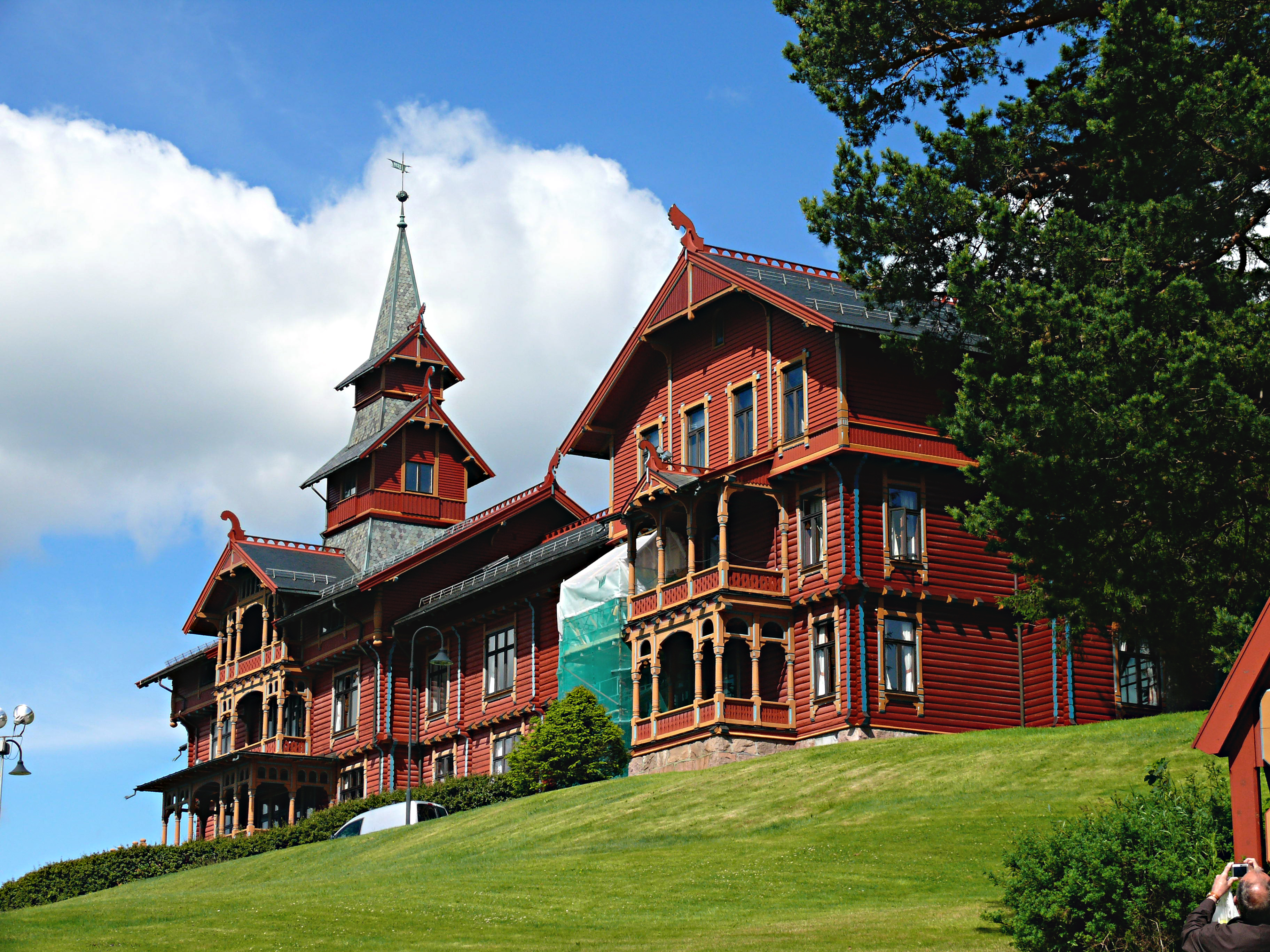
Hotel Holmenkollen, Oslo (1894)
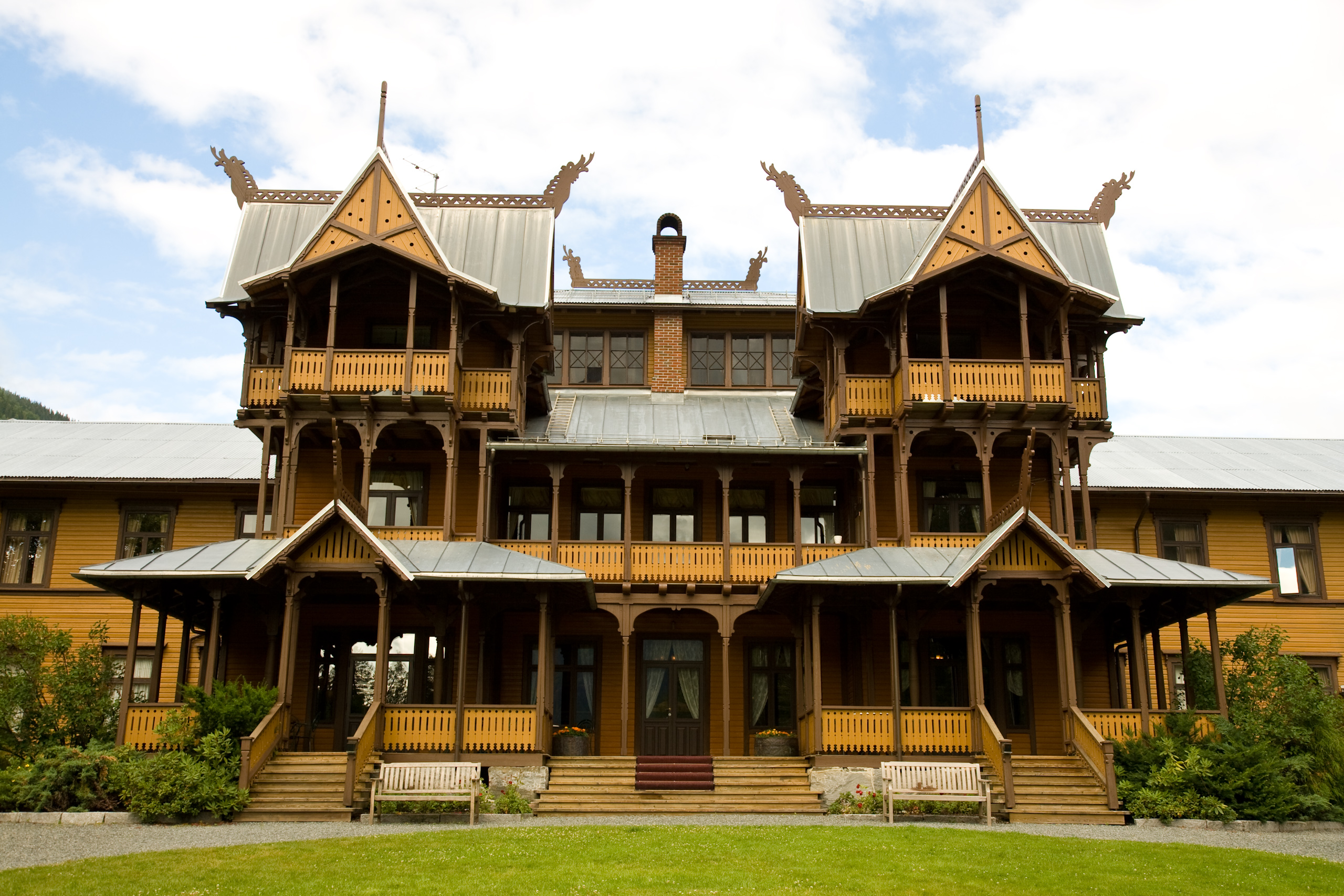
Dalen Hotel, Kviteseid
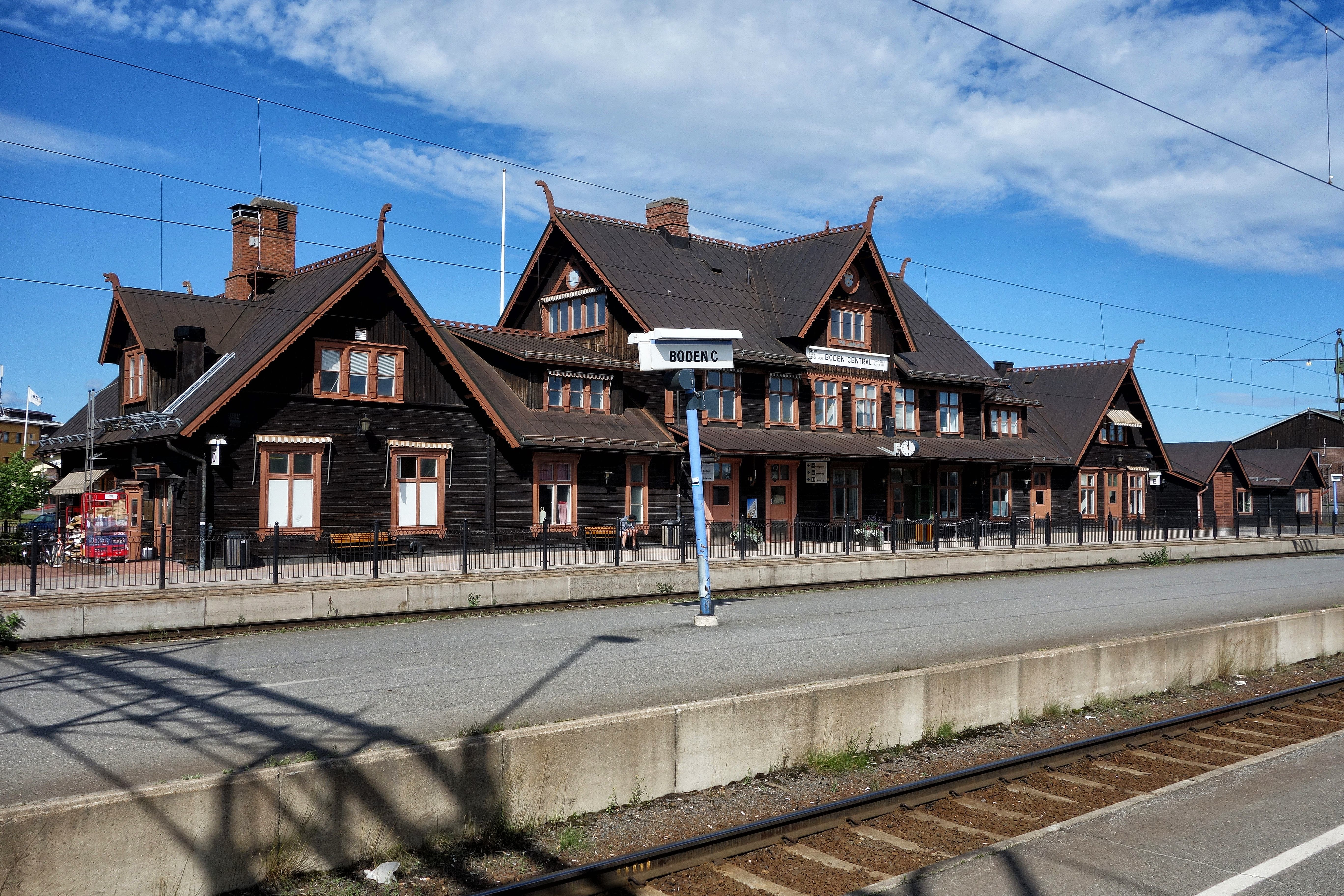
Hlavní nádraží v Bodenu, Švédsko
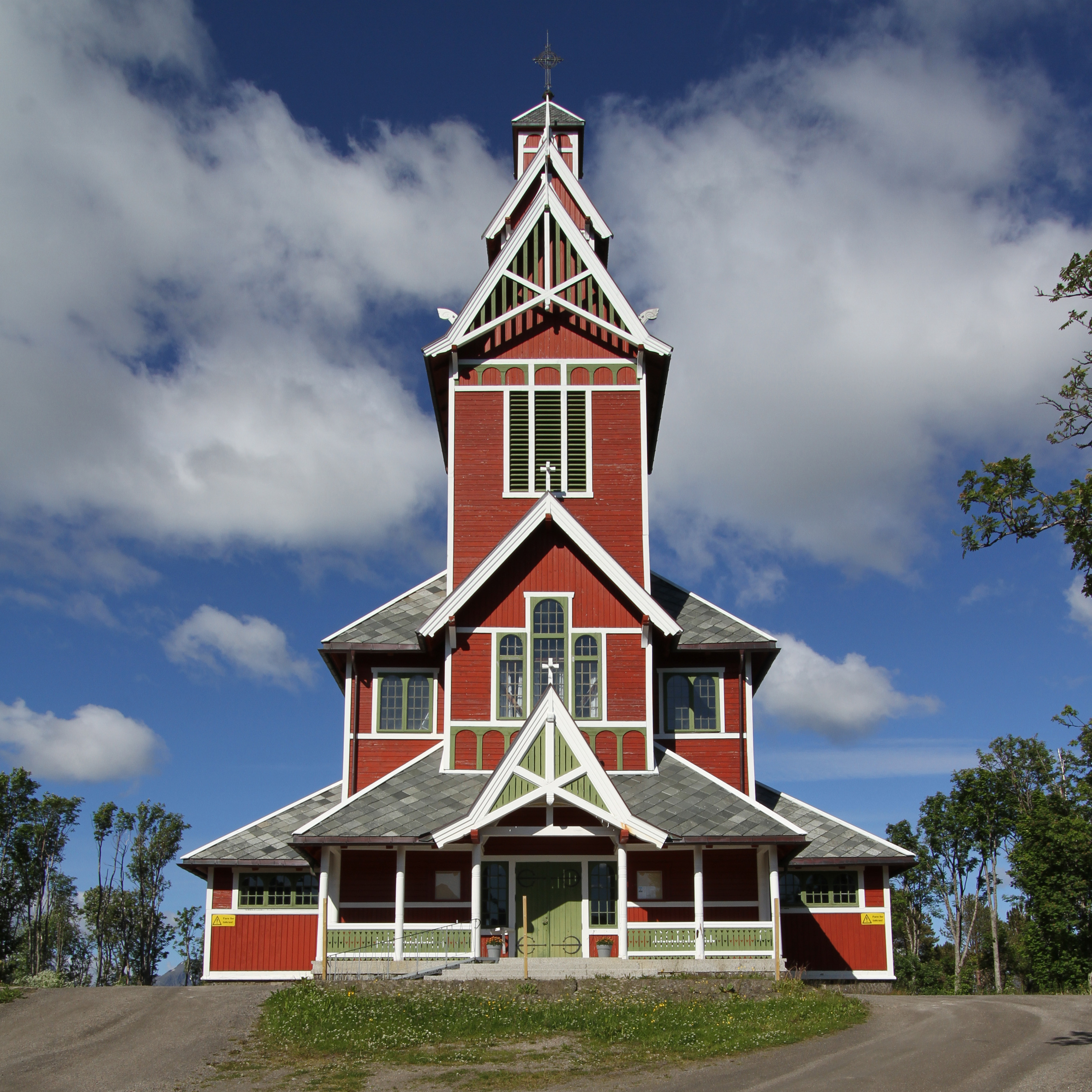
Buknekský kostel,  Vestvågøy, Norsko
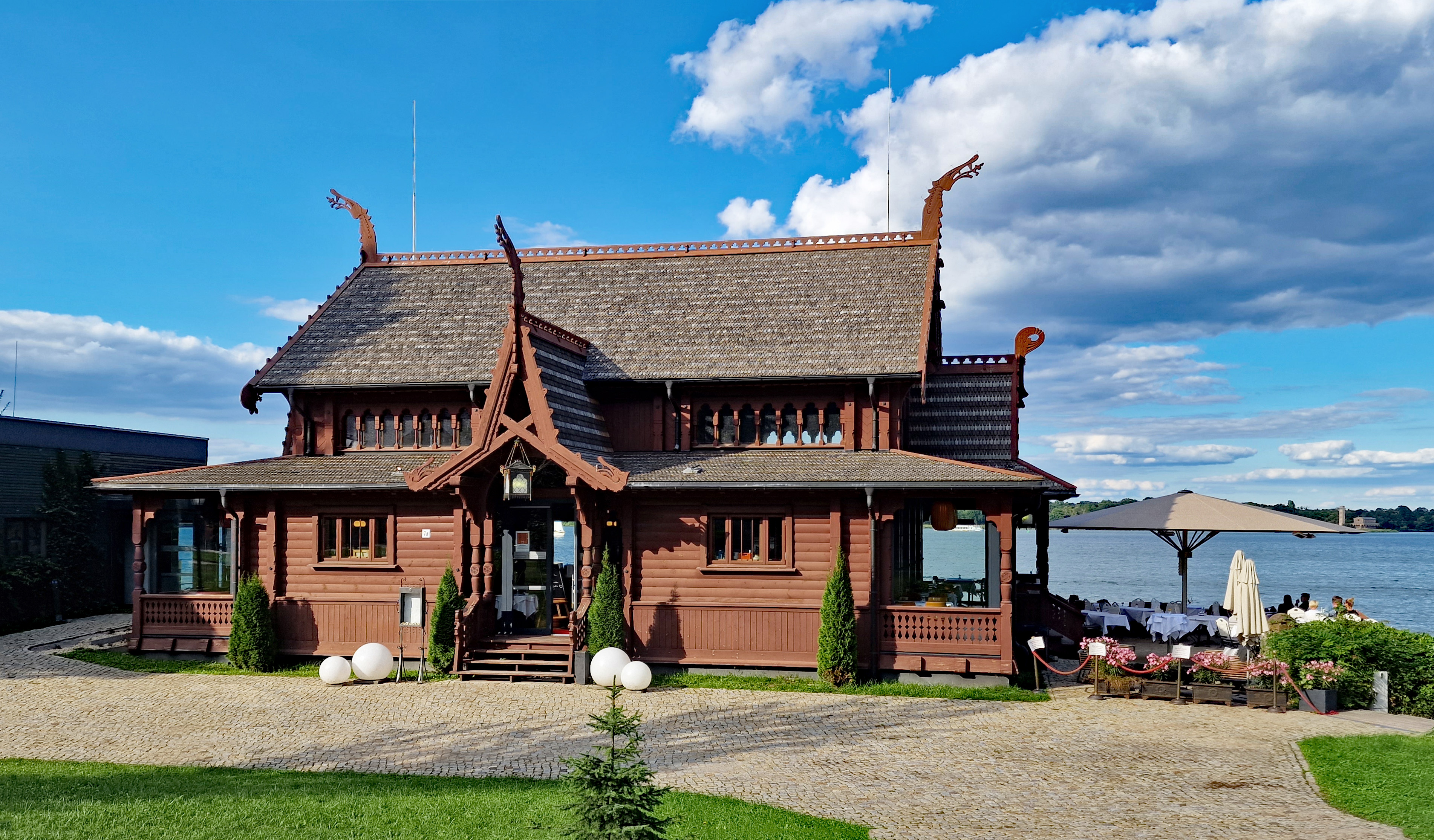
Kotviště Kongsnæs, Postupim, Německo
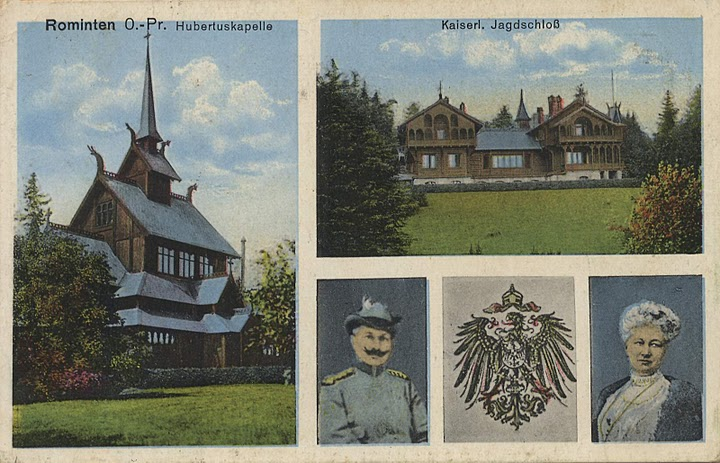
Lovecký zámek Rominten, Kaliningradská oblast
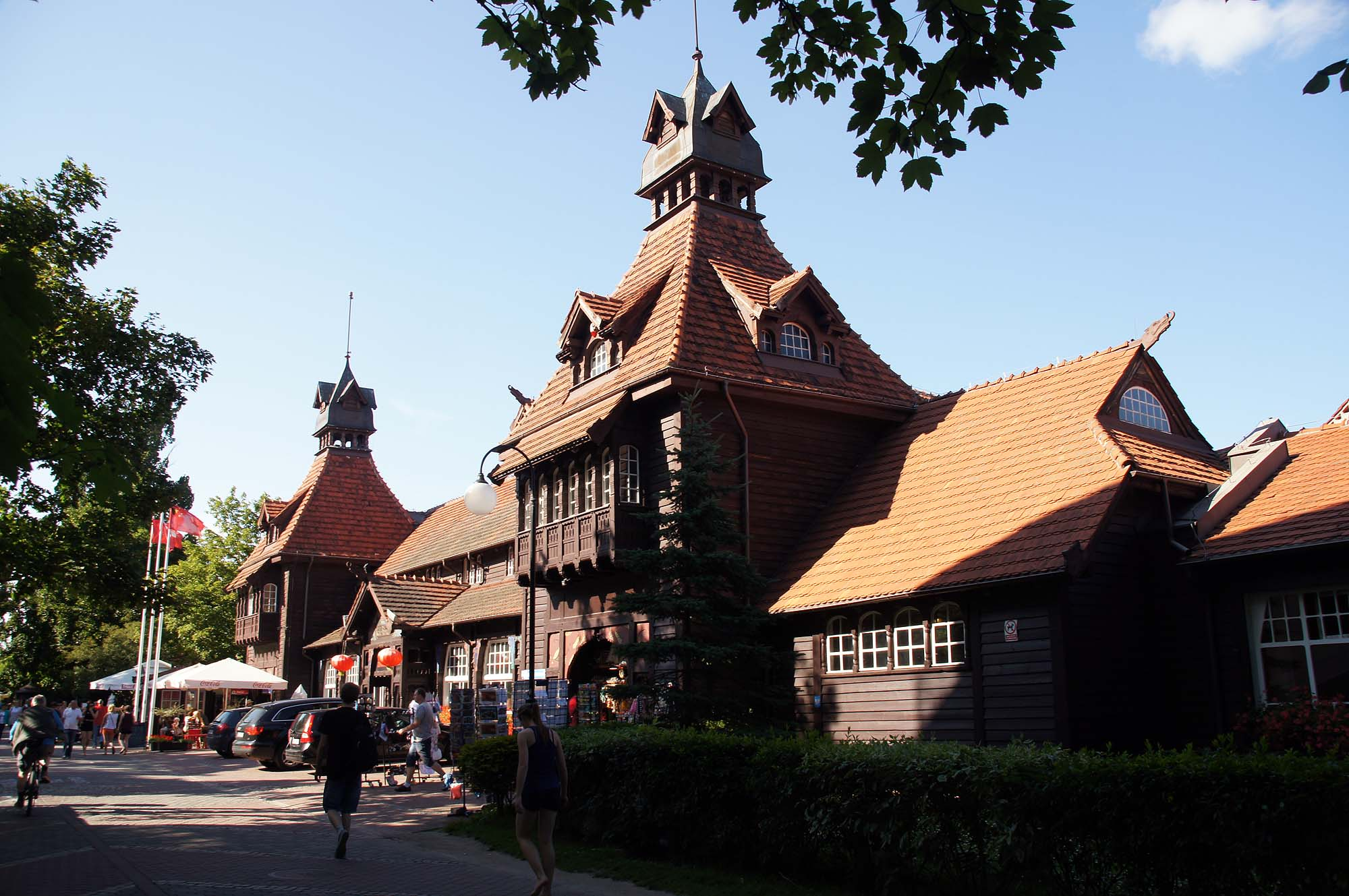
Jižní lázně, Sopot, Polsko